# Ваља Урлоиј (Прахова)
Ваља Урлоиј (рум. Valea Urloii) насеље је у Румунији у округу Прахова у општини Урлаци. Oпштина се налази на надморској висини од 250 m.

## Становништво
Према подацима из 2002. године у насељу је живело 254 становника, од којих су сви румунске националности.